# Alveophoma
Alveophoma är ett släkte av svampar. Alveophoma ingår i divisionen sporsäcksvampar och riket svampar.